# Großer Arber
Großer Arber er det højeste bjerg i Bayerischer Wald i Tyskland med en højde på 1.456 meter over havet. Selv om bjerget geografisk hører til Böhmerwald bliver det ofte kaldt  "Kongen av Bayerisher Wald".
Großer Arber og skovområdet ned til Bayerisch Eisenstein tilhører Prinsen af Hohenzollern.
Så tidlig som i 1939 var store dele af det unikke område under naturbeskyttelse.
Großer Arber er den eneste top i den bayersk-bøhmiske bjergkæde, som når over trægrænsen. Nær Großer Arber ligger det mindre bjerg Kleiner Arber. På toppen af bjerget står to militære radarstationer som brugtes under den kolde krig, da bjerget ligger nær den tjekkiske grænse. Großer Arber har også et lille skicenter som har haft løb i den alpine worldcup.